# Bảo tàng Nhà tù Pawiak

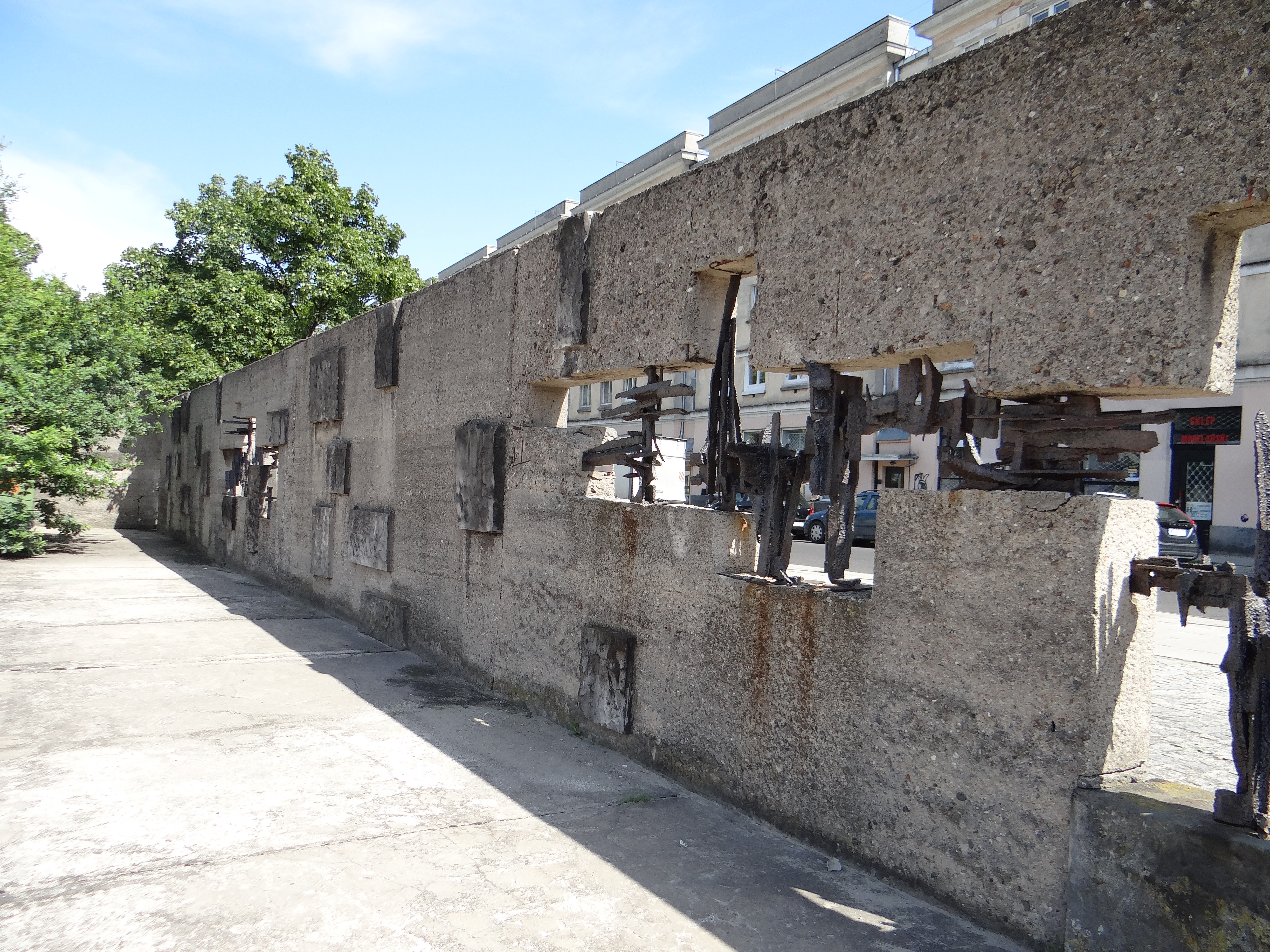
Hàng rào Bảo tàng

Bảo tàng Nhà tù Pawiak (tiếng Ba Lan: Muzeum Więzienia Pawiak) là một bảo tàng lịch sử được thành lập vào năm 1965 tại Warsaw, Ba Lan. Bảo tàng này tái hiện lại lịch sử của Nhà tù Pawiak, nơi được Đức quốc xã sử dụng thường xuyên trong thời kỳ chiếm đóng từ năm 1939 đến năm 1944.

## Lược sử
Bảo tàng Nhà tù Pawiak được thành lập vào năm 1965, dưới sự kiến nghị và chung tay góp sức của các cựu tù nhân chính trị Pawiak. Tác giả thiết kế công trình là các nhà kiến trúc sư: Romuald Gutt và Mieczysław Mołdawa. Bảo tàng được xây dựng trên nền móng còn sót lại của nhà tù (nhà tù đã bị quân Đức cho nổ tung vào tháng 8 năm 1944).
Kề từ năm 1990, Bảo tàng Nhà tù Pawiak và Lăng đấu tranh và tử đạo (Mauzoleum Walki i Męczeństwa) là chi nhánh Bảo tàng Độc lập ở Warsaw.

## Chương trình giáo dục
Bảo tàng Nhà tù Pawiak là đơn vị tổ chức nhiều sự kiện giáo dục lịch sử như:
- Vào ngày 26 tháng 3 - Một buổi gặp gỡ với các hướng đạo sinh quy mô toàn quốc nhằm tưởng nhớ Chiến dịch Arsenal đã được tổ chức tại bảo tàng.
- Vào tháng 9 - Ngày tưởng nhớ Pawiak chủ yếu dành cho giới trẻ gồm các chương trình: hội thảo và bài giảng lịch sử từ các nhà sử học nổi tiếng, các chương trình biểu diễn về các sự kiện lịch sử do các diễn viên xuất sắc từ Warsaw thực hiện.

## Địa danh
- Một phiến đá tưởng niệm Giáo hoàng Gioan Phaolô II (từ phía Đại lộ Jana Pawła II).[1]

## Ảnh

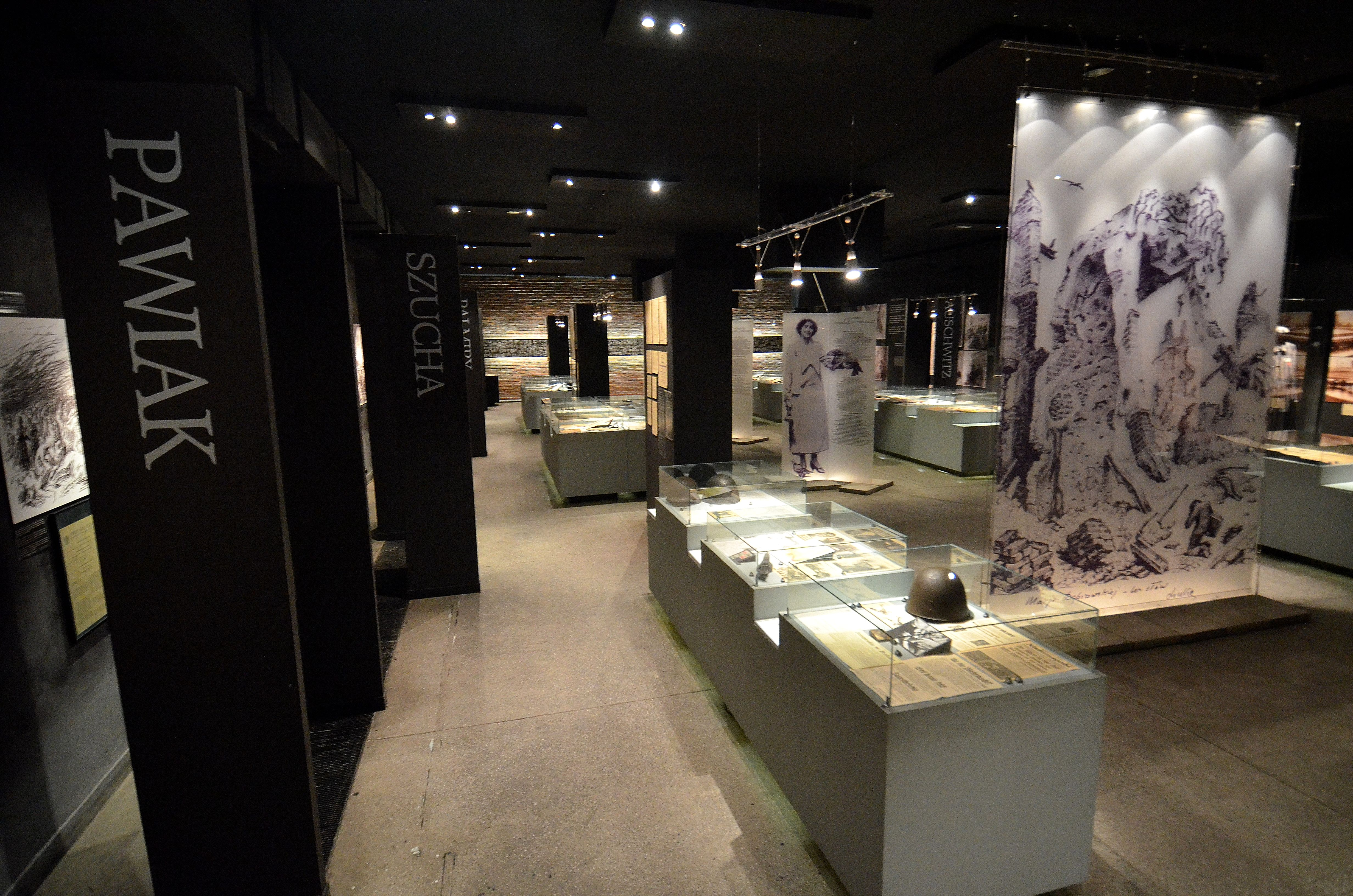
Một góc triển lãm
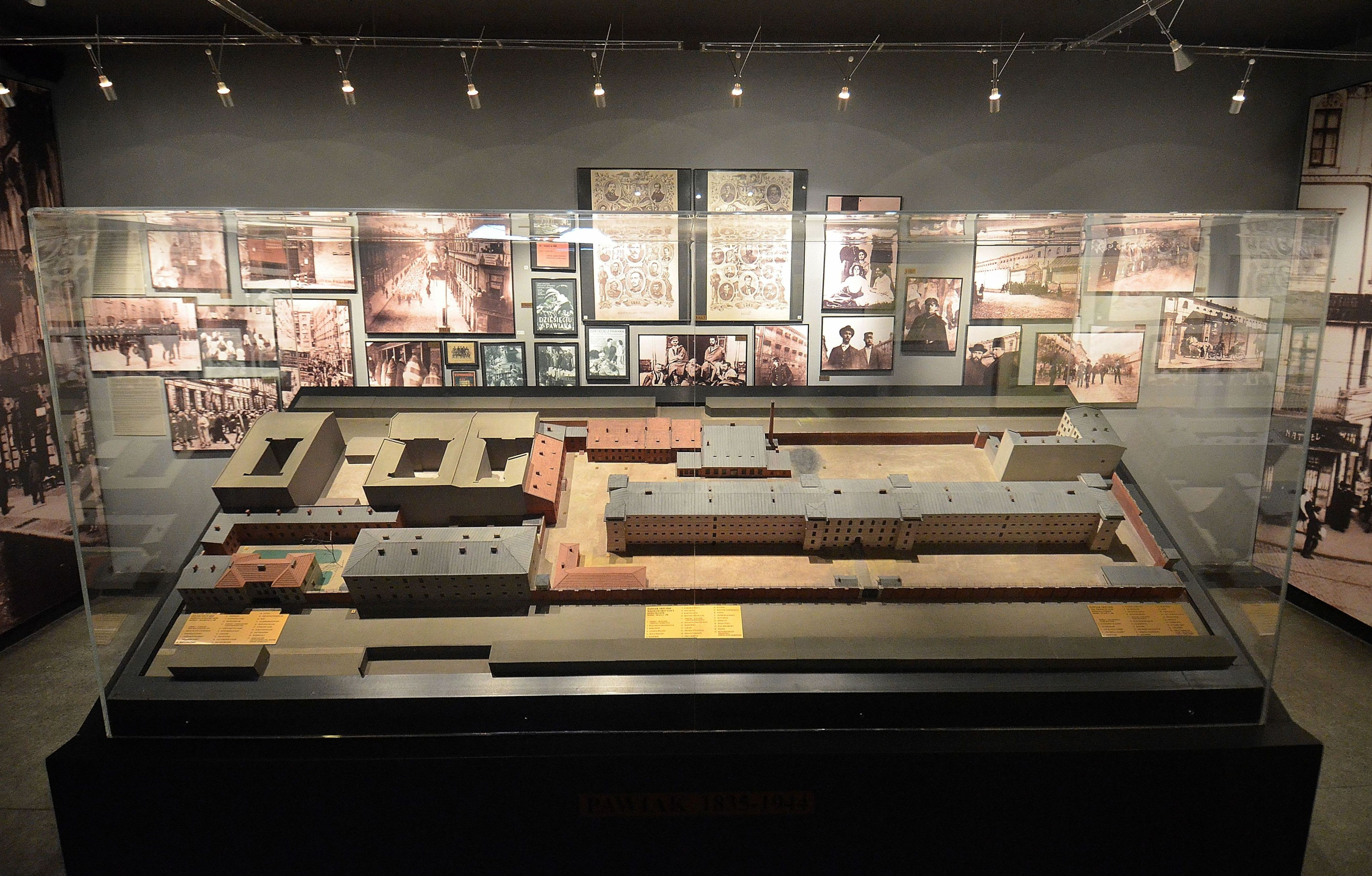
Mô hình Nhà tù Pawiak
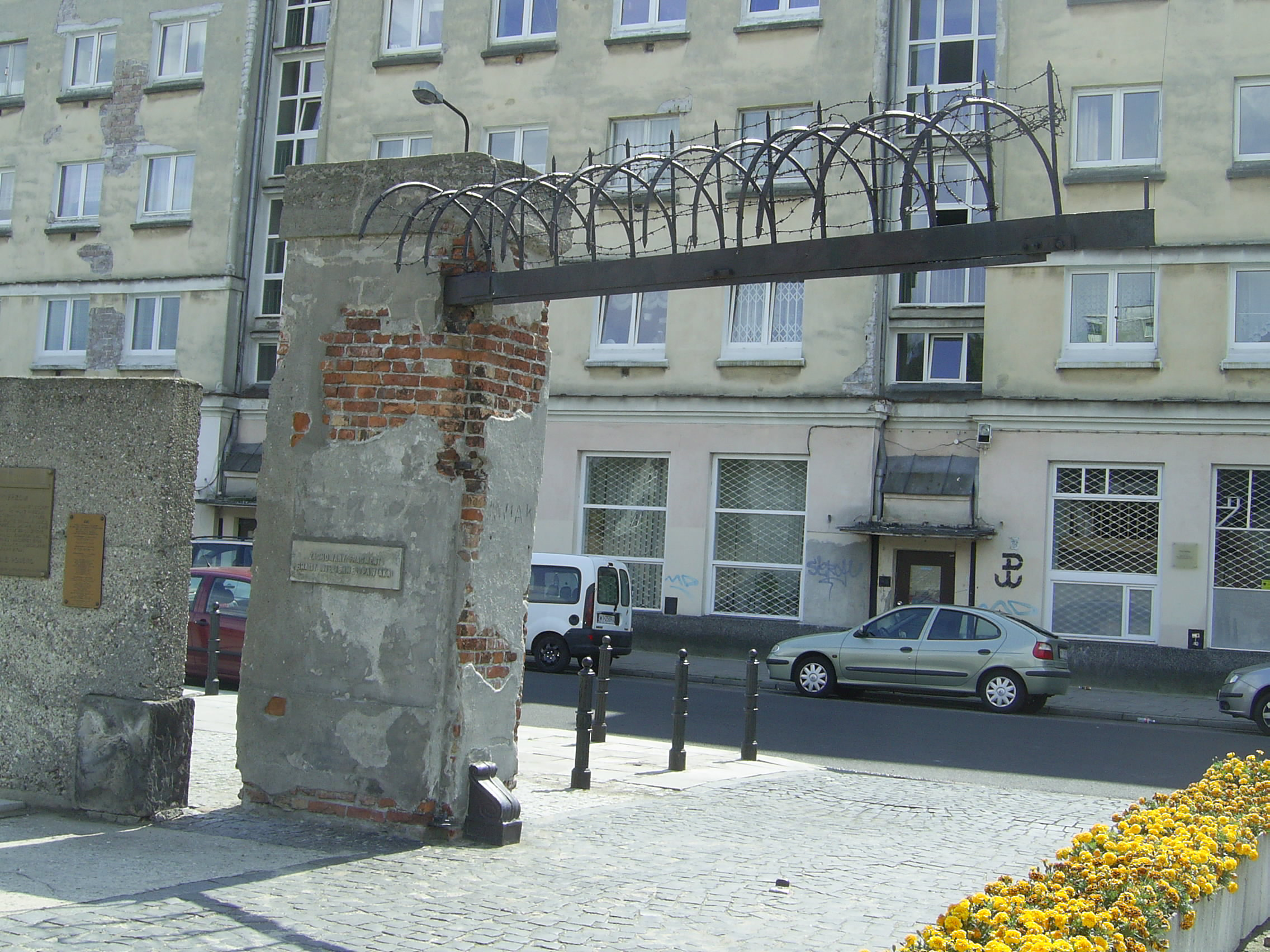
Phần cổng Nhà tù Pawiak còn sót lại